# Сюмак, Алексей Сергеевич
Алексей Сергеевич Сюмак (род. 28 ноября 1976, Кривой Рог, Днепропетровская область) — российский композитор. Автор симфонической, камерной, хоровой и электронной музыки, а также музыки для театра и кино.

## Биография
Родился 28 ноября 1976 года в городе Кривой Рог Днепропетровской области.
С отличием окончил Музыкальное училище имени Гнесиных по специальности «Кларнет» и «Теория музыки». Затем окончил Московскую консерваторию, обучаясь на кафедре композиции (класс А. В. Чайковского), в 2002—2004 годах учился в аспирантуре. С 2005 года преподаёт композицию, полифонию, музыкальный анализ, современную гармонию и инструментовку в Московской консерватории на кафедре композиции.
Член Союза композиторов России, групп «Сопротивление материала» (СоМа) и «Пластика звука», художественного совета молодёжного отделения Союза композиторов России (МолОт), куратор музыкального направления театра «Практика» в Москве.
Постоянный член жюри крупнейших всероссийских и международных композиторских и театральных конкурсов.
Лауреат Международного конкурса молодых композиторов имени П. И. Юргенсона (Москва, 2001, 1-я премия; 2003, 1-я и 2-я премия), конкурса «Пифийские игры» (Санкт-Петербург, 2006, 1-я премия), независимой театральной премии «Акция» (Москва, 2007), лауреат Четвёртого всероссийского конкурса композиторов AVANTI (Москва, 2022, 2-я премия) и др.

## Творческая деятельность
Автор 6 опер (в том числе «Станция», 2008; Cantos, 2018; «Мороз, красный нос», 2019), Реквием (2010) для двух хоров, симфонического оркестра, солистов и драматических актёров, сочинения для симфонического оркестра, концерты, хоровые сочинения, музыка для театра и кино, электронная музыка, перформансы.
Произведения исполнялись под управлением таких дирижёров, как Теодор Курентзис, Юрий Башмет, Александр Сладковский, Феликс Коробов, Фёдор Леднёв, Ольга Власова и других.
Сочинения регулярно исполняются на ведущих фестивалях современной музыки в России, также его музыка исполнялась на фестивалях Великобритании, Германии, Нидерландах, Франции, Норвегии, Финляндии, Словении, Австрии, Италии, Испании, Польше, США, Китая, Японии и др.
Среди исполнителей музыкальные коллективы: хор и оркестр MusicAeterna, ГАСО России, ГСО «Новая Россия» под управлением Ю. Башмета, РНО, Государственный симфонический оркестр Новосибирского театра оперы и балета, хор и оркестр Красноярского театра оперы и балета имени Д. Хворостовского, ансамбль ударных инструментов М. Пекарского, Московский ансамбль современной музыки (МАСМ), Студия новой музыки (Москва), eNsemble (Санкт-Петербург), Ensemble Modern (Франкфурт, Германия), Schoenberg Ensemble (Амстердам), de ereprijs (Апелдорн, Нидерланды), Академический Большой хор «Мастера хорового пения» и др.

### Произведения
Оперы
- «Станция» (Москва, 2008, Центр современного искусства «ВИНЗАВОД»);
- «Немаяковский» (Санкт-Петербург, 2012);
- «Сверлийцы» (Москва, 2015, Электротеатр «Станиславский»);
- «Cantos» (2016) (Пермский театр оперы и балета имени П. И. Чайковского);
- «Мороз Красный Нос» (Москва, 2019, театр «Практика»).

Оперетта
- «Хворостовский. Возвращение домой» (Красноярск, 2019, Красноярский театр оперы и балета).

Транскрипции, оркестровки
- Pantaléon Enrique Costanzo Granados, опера “La Cieguecita de Belen” (дописана и оркестрована);
- Ж. Бизе, опера «Кармен» (версия для камерного оркестра, ансамбля старинных инструментов и солистов);
- А. Бородин, опера «Богатыри» (дописана и переоркестрована);
- Г. Свиридов, вокальный цикл «Отчалившая Русь» (версия, оркестровка для большого камерного ансамбля).
- Г. Свиридов, оратория для симфонического оркестра, хора и солистов «Семь песен о России» на стихи А. Блока.

Музыка к театральным постановкам
- к спектаклю «Демон» (по М. Ю. Лермонтову, Москва, 2007, Музей истории Москвы);
- к спектаклю «Киже» (2009, МХТ имени А. П. Чехова);
- к спектаклю «Университет птиц» (2020, Боярские палаты, Театр Doc, Москва);
- к спектаклю «6 песен Офелии» (2020, Граунд солянка, Москва) к спектаклю «Территория: Гамлет»;
- перформанс «Lux Inferno» (2024, Дом Радио, Санкт-Петербург) по «Божественной комедии» Данте.

Для симфонического оркестра
- The Diploma (2002);
- симфонический перформанс «Реквием» к 65-летию со дня Великой Победы (Москва, 2010, МХТ имени А. П. Чехова);
- увертюра «Король Лир» для струнного квартета, ударных и струнного оркестра (Сочи, 2018);
- Поэма «Двенадцать» для двух солистов и симфонического оркестра (Сочи, 2019);
- «Укол Блоку» для смешанного хора и двойного оркестра (Москва, 2020);
- «Увертюра» для большого симфонического оркестра (Нижний Новгород, 2021);
- «Иллюзия рассвета» (2022) для скрипки, виолончели и фортепиано с симфоническим оркестром);
- «Танец смерти» для большого симфонического оркестра (Санкт-Петербург, 2024);
- Вокальный цикл на «Рождественские стихи» И. А. Бродского для сопрано, баритона и симфонического оркестра (Санкт-Петербург, 2024).

Камерно-инструментальные
- «Пять пьес» для духового квинтета (1998);
- «Ervartung 1» для 14 инструментов (2000);
- «Cl. аir» для кларнета соло (2000);
- «Canticum» для флейты, кларнета и скрипки (2001);
- «Rhymes» для флейты, гобоя, кларнета, валторны, фагота, скрипки, альта, 2-х виолончелей и фортепиано (2001);
- «Letters without words» для флейты, кларнета, тромбона, ударных, фортепиано, скрипки, альта, виолончели и контрабаса (2001);
- «Полька» для скрипки, кларнета, виолончели и фортепиано (2003);
- «Aria» для басовой флейты, бас-кларнета, ударных, фортепиано, 2-х скрипок и контрабаса (2003);
- «Cadenza» для струнного квартета (2003);
- «Mutations» для флейты, кларнета, фортепиано, скрипки, альта и контрабаса (2004);
- «Parovoz Structures» для флейты, кларнета, вагнеровской тубы, фортепиано, скрипки, альта, виолончели и контрабаса (2005);
- «The Trip» для скрипки соло (2005);
- «The Trip» для 2-х электроскрипок и электроконтрабаса (версия, 2007);
- Концерт для фортепиано в сопровождении флейты, кларнета, тромбона, ударных, скрипки, альта и контрабаса (2005);
- «Нрзбр» для флейты, кларнета, трубы, ударных, скрипки, альта и виолончели (2006);
- «In position» для виолончели и life electr. (2007);
- «Woman caught in a certain place in certain circumstances» для скрипки и фортепиано (2010);
- «Obsessive Vision» для флейты, кларнета, фортепиано, скрипки и виолончели (2011);
- Этюд для фортепиано (2021);
- «March» для флейты, ударных и фортепиано (2013);
- «Oath» (2021) для маримбы с камерным струнным оркестром;
- «Delay Study» для контрабаса соло (2023).

Вокально-инструментальные
- «Ervartung 2» для сопрано, баса и 14 инструментов (2001);
- «Lethal reading» для женского голоса, баритона, флейты, кларнета, фортепиано, ударных, скрипки, альта и виолончели (2006);
- «Air» для голоса и аккордеона (2014);
- «Чужая» для голоса и ансамбля (2017);
- «tkpkt» для 4-х женских голосов (2018);
- 3 романса для сопрано, кларнета и фортепиано на стихи Тургенева (2019);
- Песня «Стретта» для сопрано и фортепиано на стихи Пауля Целана (2020);
- «1948» для смешанного хора (2021);
- «La Muse Venale» для женского ансамбля, фортепиано, и ударных (2021);
- «Над домами» на стихи Бориса Рыжего для сопрано флейты, 2-х фортепиано, скрипки и виолончели (2022);
- «В огромном городе моём…» для сопрано, женского хора, гитары, фортепиано, ударных и контрабаса (2023);
- «Я в космосе» для сопрано, 2-х альтов, 2-х домр и аккордеона (2024).

Музыка к фильму
- «Прогулки по Берлину» (в соавторстве).